# 1227 Гераніум
1227 Гераніум (1227 Geranium) — астероїд головного поясу, відкритий 5 жовтня 1931 року.
Тіссеранів параметр щодо Юпітера — 3,098.